# キットカー

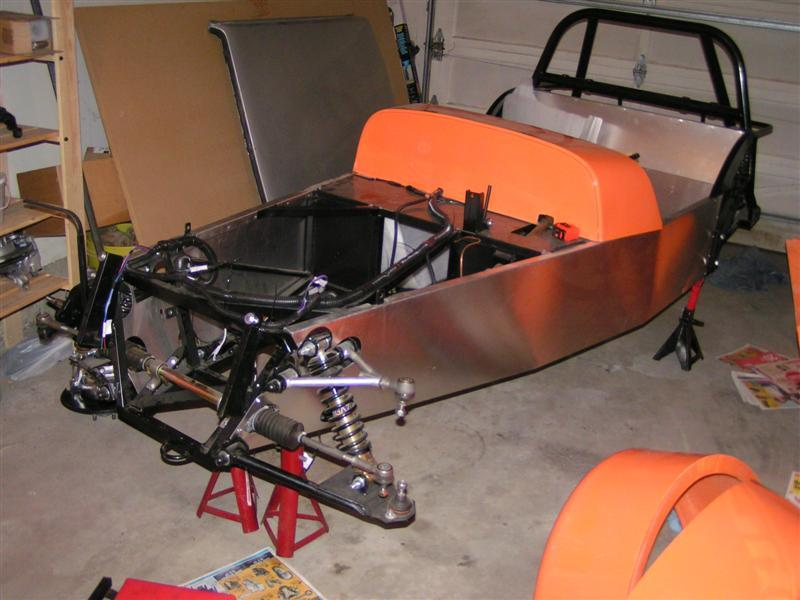
組み立て作業中のキットカー

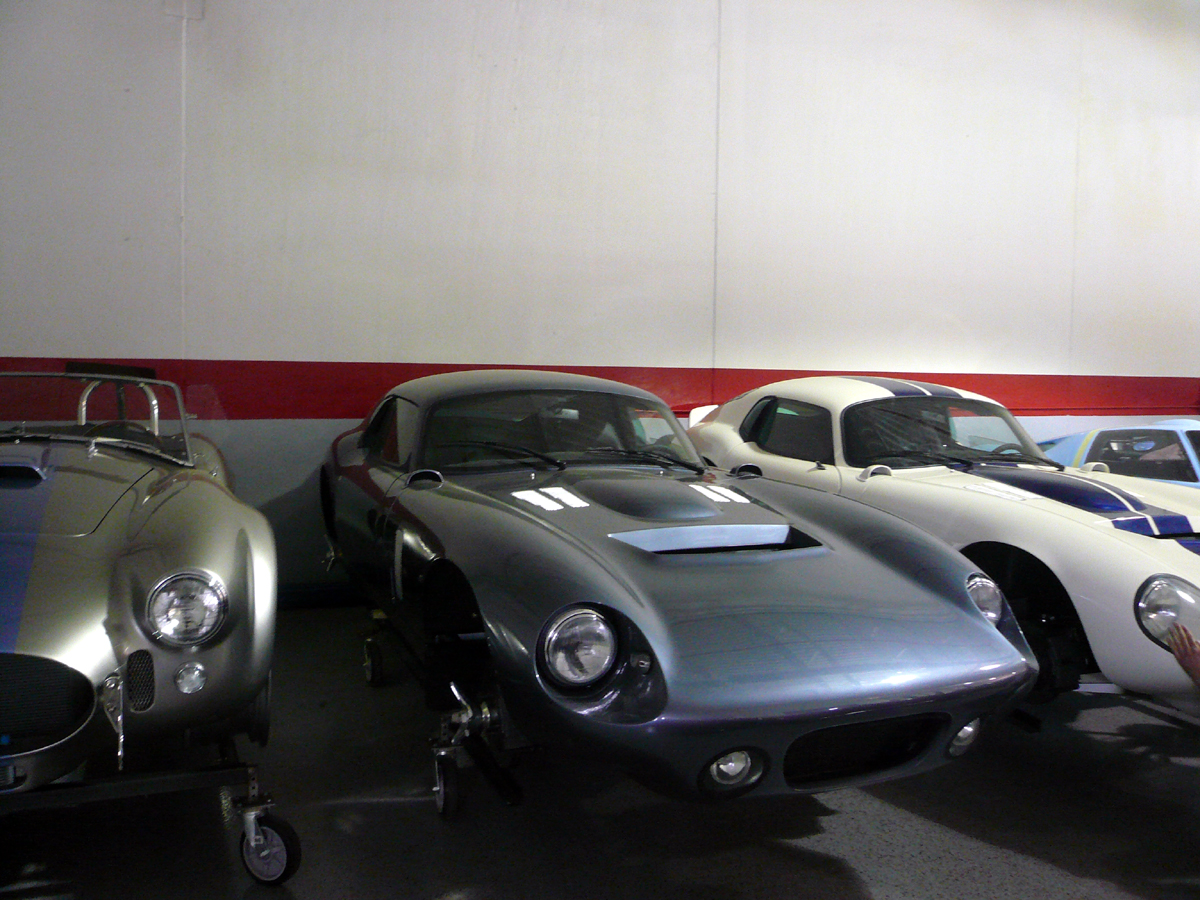
シェルビー・デイトナのレプリカ

キットカーとは、選択された自動車部品の集合体であるキットから自宅のガレージなどで組み立ての出来る自動車のことを言う。中でも過去の名車や現在の高級車のデザインがモチーフとされている場合はレプリカや主に英語圏限定でレプリカー（replicar ）とも呼ばれる。
定義として、ある程度の数のキットを継続して生産販売していなければならない。特定の1台だけの製作の場合はキットカーに当てはまらず、ワンオフモデルもしくはスペシャルとなる。
ロータス、TVR、ドンカーブートのように、キットカーメーカーから自動車メーカーになった例もある。

## 概要
顧客は自宅などで受け取ったキットを指定された手順に従い組み立てる。キットによって様々なパターンが存在するが、切削、プレス加工、溶接、パイプ曲げ加工といった加工を必要としないか最低限で組み立てができることが基本である。多くの場合、エンジン、トランスミッション、ディファレンシャル等の重要な部品はドナー車両から取り外して流用する。
ボディにはFRP、炭素繊維パネル、アルミニウムなどの軽量で錆びない素材が使われることが多い。稀にステンレスも使用される。
V12エンジンから電気モーターまで多岐に渡る動力パーツが使用される。現在ではキットカーメーカーが自社製のエンジンを製造することはまずない。
アメリカ合衆国、イギリス、ドイツの600人近くのキットカー所有者へのアンケートでは、完成までの所要時間は100-1500時間であった。
ボディ及びシャシーに関しては大きく分けて次の2つのパターンがある。

### ドナー車両ベース

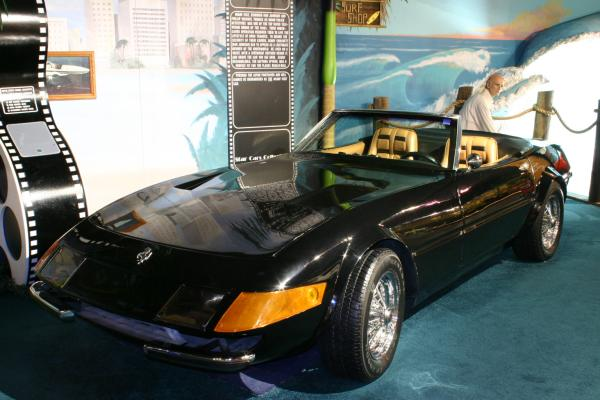
コルベットベースのフェラーリ・デイトナのレプリカ

ドナー車両のシャシーやサスペンションを含めた大部分をベースにする場合。板金、塗装などは一般的に外注作業になる。ドナー車両の基本コンポーネントを多く活かす為にコストが安くすみ、快適性も維持しやすい。その反面、車重が重くなってしまったり、デザインバランスが崩れやすい。レプリカの場合、モチーフの車両と比べ不恰好なデザインになる可能性が高い。範囲はある程度制限されるが、それでも通常のチューニングカーよりは大きな改造の自由度が得られる。
多くのホットロッドがこれに入る他、フォルクスワーゲン・タイプ1ベースでの例が多数存在し、デザインのバリエーションにも富む。他に日産・フェアレディZ、トヨタ・MR2、ポンティアック・フィエロなど、生産台数が多く安価な車種がドナーに選ばれる。VWタイプ1の場合は汎用性に優れるシャシー、改造範囲の広いエンジンとそのレイアウト、フェアレディZは流用しやすいボディデザイン、MR2とフィエロはエンジンレイアウトに起因するデザインがドナーとして好まれる理由である。他にもシボレー・コルベットやマツダ・RX-7などもよく使用される。
デザイン上のモチーフとしては、フェラーリ、ランボルギーニ、ポルシェなどの高級車が多い。特にフェラーリ・360モデナ、ランボルギーニ・カウンタック、ポルシェ・カレラGTなどのレプリカが目立つ。

### 専用フレーム車両

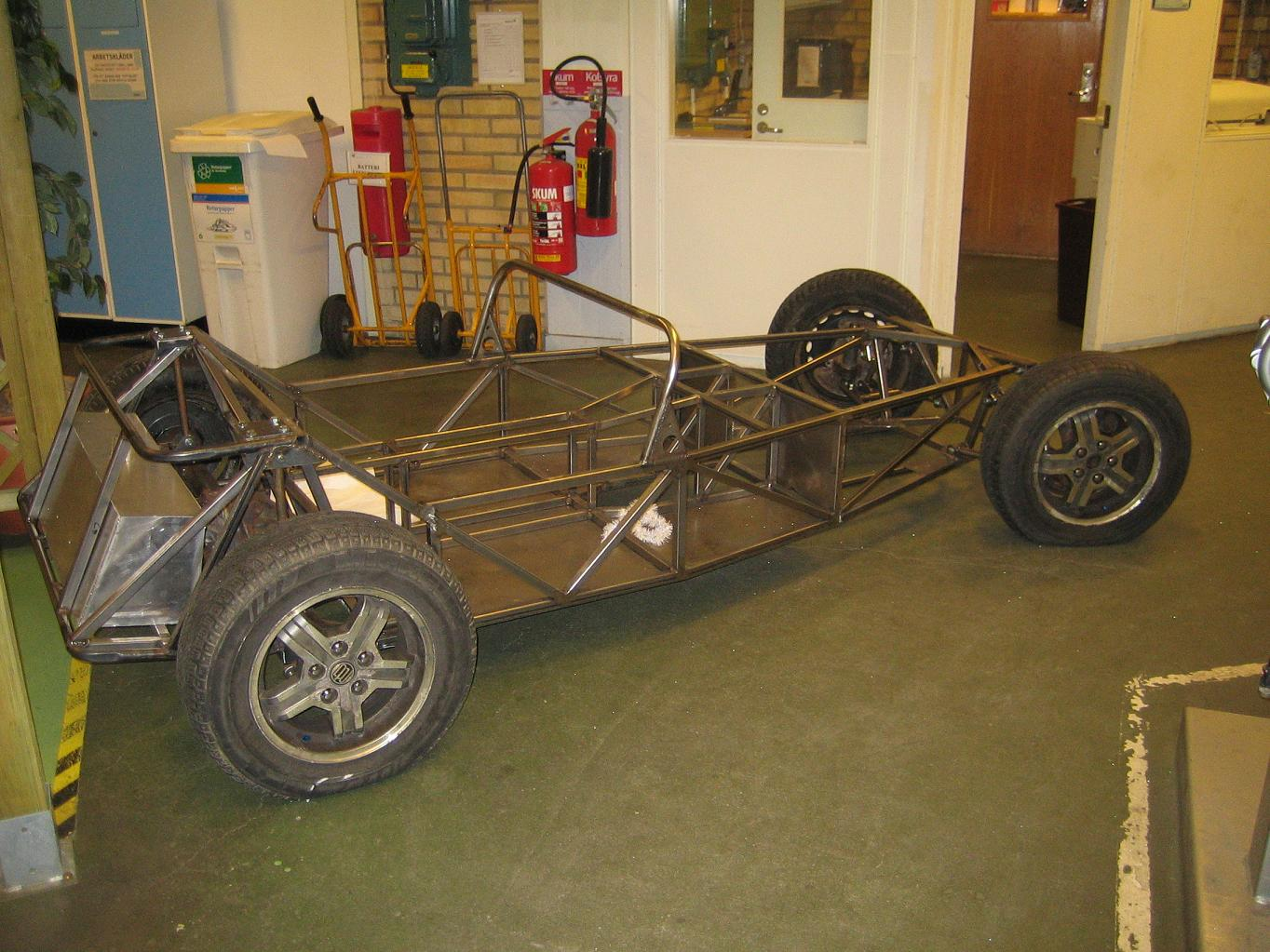
キットカーのパイプフレーム

ドナー車両のシャシーの代わりに本格的なパイプフレームを採用している場合。パイプの材質には主にクロームモリブデン鋼やチタンが使用され、FRPやアルミのボディと組み合わせる。
コストは高くなる傾向だが、モノコックよりはるかに自由な設計が可能で、軽量化や剛性の確保において非常に有利である。
モチーフとなった車両の性能をレプリカが性能において上回ることは珍しくなく、現在生産されている最先端の高性能車と比較しても遜色のないモデルが存在する。
レース専用車両との線引きが曖昧なキットが存在し、特にドラッグレース用のボディキットとは製作工程においてかなり被る部分がある。
サーキットやオートクロスなどの競技でもますます活躍の幅を広げている。
オプションパーツが豊富に用意される他、アフターマーケットパーツを使用して自分好みの車両に仕上げられる。また、エンジンのような主要部品においても、必ずしもメーカー推奨のものを使う必要はない。スペースの確保がしやすい為、軽量な車体に大排気量のV8エンジンや高過給ターボエンジンを搭載するといったことも容易。
モチーフにはACコブラ、フォードGT40、ロータス・スーパーセブンが圧倒的に多い。
生産台数の少ない高価な車種が選ばれる傾向が強いが、最近はホットロッドのボディを架装するモダンなシャシーなども出てきた。
その設計の自由度から他車の影響をあまり感じさせない独創性の強いモデルも増えてきている。

## 歴史

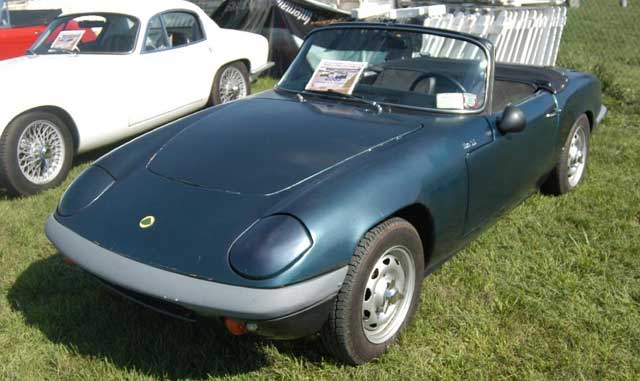
ロータス・エラン(66年型)

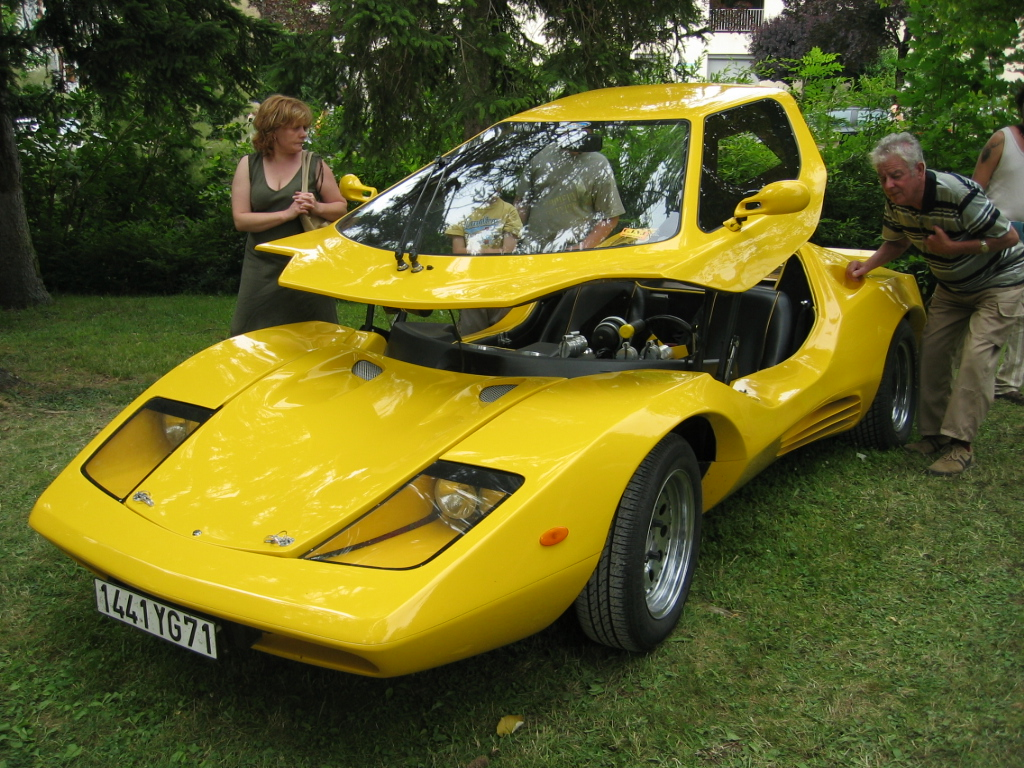
VWタイプ1ベースのスターリング・ノヴァ

1892年、イギリス人のトーマス・ハイラー・ホワイトは自宅で組み立ての出来る車の設計図をThe English Mechanic誌に投稿した。 
1912年、アメリカで最初のキットカーと言われるラッズカーが安価で販売された。
1950年代から自動車の販売台数が目覚しく増加、中古車が新型車に買い替えられた結果、処分された車両から多くの部品を利用出来る環境が整ってくる。また、FRPの技術革新が進み、身近なものとなったことも大きかった。キットカーメーカーがいくつも立ち上がり、中古部品を活用出来るスポーツカーキットの供給が広がった。
1960年代から1970年代にかけてフォルクスワーゲン・タイプ1のシャシーにボルトオンできるスポーティなボディキットが数多く生産された。例としてブラッドリーGT, スターリングなどは何千台も作られ、今でも実動車両が多く残る。同じくVWタイプ1をベースにしたパイプフレームのデューンバギーは相当数が生産され、今でも形を変えずに製造されてダートトラックなどで活躍している。
1970年代中頃までの英国では、一般的な自動車購入の形としてキットカーが選ばれるようになっていた。これはキット販売であれば税金が安くなるという恩恵があったためで、ロータス・エランなどがメジャーな例である。
1973年、ロータスの創設者コーリン・チャップマンからケータハムへスーパーセブン(シリーズ4)のライセンスが正式に譲渡された。チャップマンの死後、バーキンにもスーパーセブン(シリーズ3)のライセンスが与えられたことをきっかけにたくさんのレプリカが製造されるようになった。
現在のキットカーは趣味的な要素の強い自動車という位置づけがますます強くなっている。ある程度の技量と設備、工具が揃っていれば誰にでも組み立てられ、国によってはそのまま公道で走らせることが出来る。品質や性能が向上し、米国ではキットカーが競技用車両として一般的に使用されることがある。

## 合法性
その国の法律により、キットカーを公道で走らせると違法になる場合がある。
欧米各国で解釈が異なり、それぞれ最低限の安全基準や排気ガス濃度などについての法律がある。基本的にキットカーメーカーがたくさんある国ではハードルが低いと考えても良い。

### 日本
- 国土交通省の自動車型式認定・型式指定を受けず、自動車メーカー以外の者が製造した車両は「組立車」として区分され、保安基準・技術基準への適合性を書面・現車で確認できれば自動車検査証の交付を受けることができ、公道走行が可能である。
- 海外で組み立てられた車両は、自動車としての輸入通関証が交付されていれば、フレーム製造年次の保安基準に適合させることで国内登録・公道走行が可能である（メーカーで組み立てられた輸入車と同様）。
- 50ccミニカーは、かつて光岡自動車がキットカーを発売したことがあった。

### イギリス
イギリスでは、運転者・車両基準局（Driver & Vehicle Standards Agency、DVSA）が、いわゆる型式認証を得ていない車両に対する認証制度として「個別車両承認（Indivisual Vehicle Approval）」を運用している。DVSAが運営（または認証）するテストセンターに車両を持ち込んで安全性の確認や排気ガス・騒音などの測定を実施し、一定の基準を満たしていることが確認できた車両には許可証（Indivisual Approval Certificate、IAC）が発行され、これを元に登録を行うことで公道走行に必要なナンバーが発行される。

## モータースポーツ
ラリーでは、市販車をベースにオーバーフェンダーや足回りの大幅なモディファイ、エアロパーツなど、ラリー参戦用のキットパーツを装着したマシンは専門的にはキットカーと呼ばれる。WRカーやスーパー2000、スーパー1600もキットカーに分類される。また1990年代のラリーでは「F2キットカー」と呼ばれる二輪駆動車のための規定が存在した。
ただしこれらはホモロゲーション取得上の分類であって、前項までで述べたような一般的に言われるキットカーとは趣を異にする。オレカの供給する共通コンポーネントを量産車に組み込むR4キットカーの方が、巷で言うキットカーに近い。
サーキットでは、イギリスツーリングカー選手権で2012年から採用されている、共通コンポーネントを多分に含んだNGTC規定が巷で言うキットカーに近い性格を持っている。

## キットカーメーカーの一覧
以下にメーカーをまとめた（現在は自動車メーカーになっている製造者を含む）。世界中に大小無数のキットカーメーカーが存在している。

### アメリカ

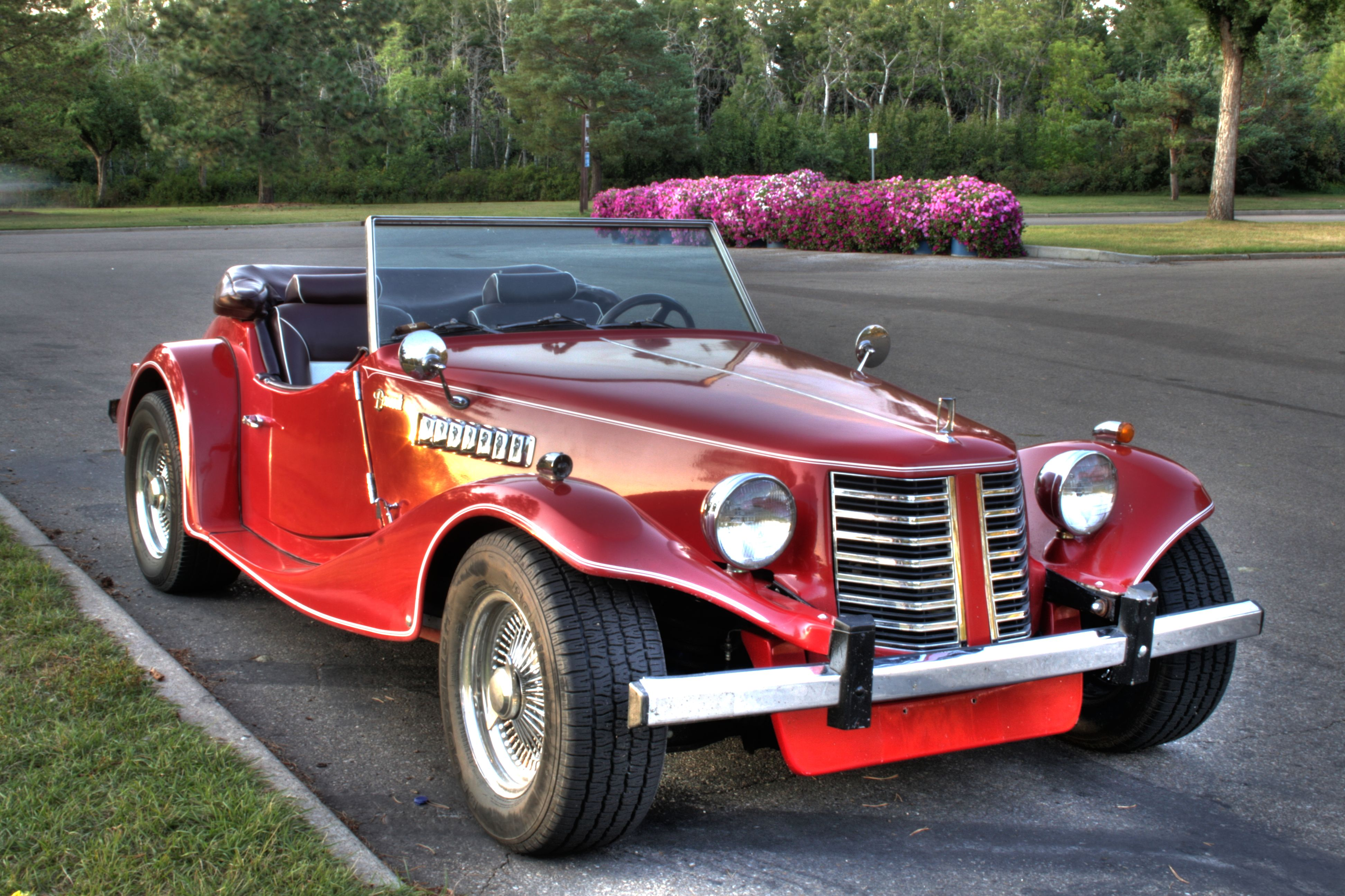
Blakely Auto Works のキットカー

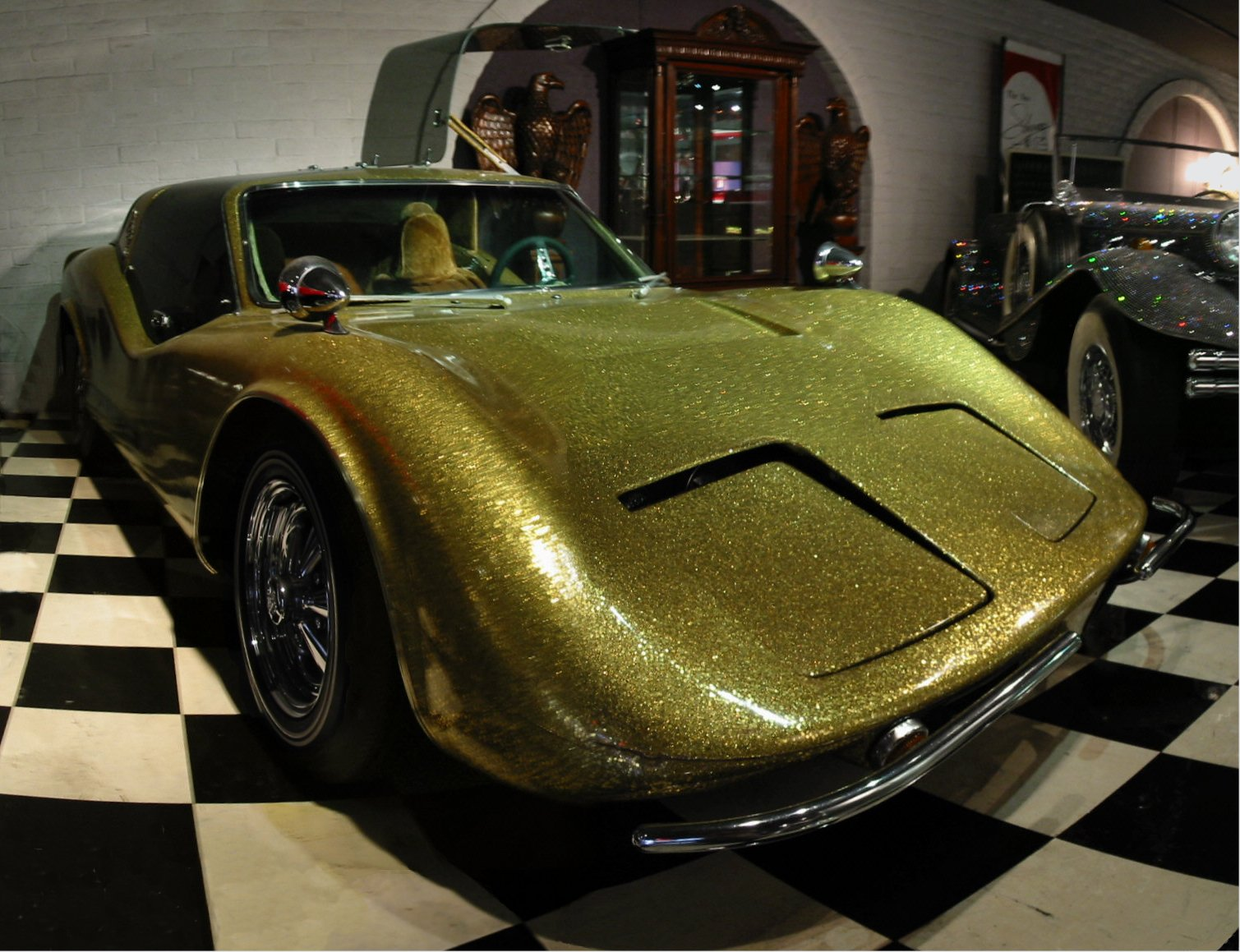
Bradley Automotiveのキットカー（リベラーチェの愛車）

アメリカではかなり自由にキットカーを楽しむことができる。公道で走行するための登録も容易で、もちろん保険も適用する。古い車両の修理にFRPボディを使うということが珍しくないこともあり、キットカーの組み立て、大掛かりなレストア、サンデーレーサーの製作が兼ねられるという状況もしばしばある。
- en:Blakely Auto Works
- en:Bradley Automotive
- en:DDR Motorsport
- en:Devin Cars
- en:Factory Five Racing
- en:Fiberfab
- en:Frese Motorcars
- en:Sterling Sports Cars
- en:La Bala
- en:La Dawri
- en:Lad's Car
- en:McBurnie
- en:Meyers Manx
- en:Brunton Automotive
- en:Superformance
- en:Birkin Direct USA

### イギリス

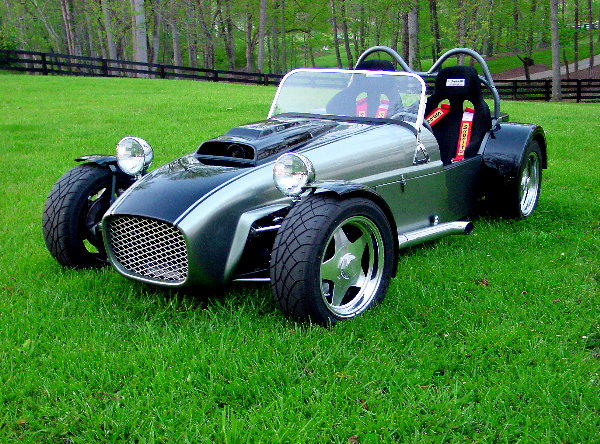
スーパーセブンのレプリカ

国内産業の保護と振興のため、メーカーは年間200キット未満であれば厳しい規則もなく製造販売することができ、ユーザーも完成車に比べると税金が安くなるメリットがあることから、自社工場を持つ専門メーカーから個人の趣味に近いビルダーまで、多数の業者が参入している。Kit Car誌によれば、2005年時の最も生産台数が多かったのはRobin Hood Sportscarsで、年間700キットを国内販売した。スーパーセブンなどのライトウェイトスポーツカーのレプリカが目立つ。
- en:Arkley SS
- en:Ashley Laminates
- en:ADD Nova
- en:Banham Conversions
- en:Beauford automobiles
- en:Buckler Cars
- en:Burlington Cars
- ケータハムカーズ
- en:Clan
- en:Covin
- en:Dakar 4x4
- en:Dax
- en:Davrian
- en:Diva
- en:Dutton Cars
- エルヴァ (自動車)
- en:Fairthorpe Cars
- en:Falcon Shells
- en:GCS Hawke
- en:Ginetta Cars
- en:GKD
- en:GTM Cars
- en:Heron Plastics
- en:Hustler
- en:Jago
- en:JBA Cars
- en:JZR Trikes
- en:Locost
- en:Locust
- en:MAC#1 Motorsports
- マーコス
- en:McCoy
- en:Marlin
- en:Midas Cars
- en:MK Sportscars
- en:Onyx Sports Cars
- en:Opperman
- en:Peel
- en:Peerless / Warwick
- en:Piper Cars
- en:Quantum Sports Cars
- en:Raw Engineering
- en:Robin Hood
- en:Rochdale
- en:Scamp
- en:Sylva
- en:Spartan Cars
- en:Tornado
- en:Trident
- en:Turner
- en:Ultima Sports
- en:Unipower
- en:Westfield Sportscars

### スウェーデン
1970年にクラッシュテストが導入されるまではフォルクスワーゲン・タイプ1ベースのキットカーが大流行していた。その後1982年に「アマチュア製造車両」という名目で認可が下り、現在に至る。1970年以前のメーカーは1社も存続していない。車重100kgあたり20馬力までという制限がある。

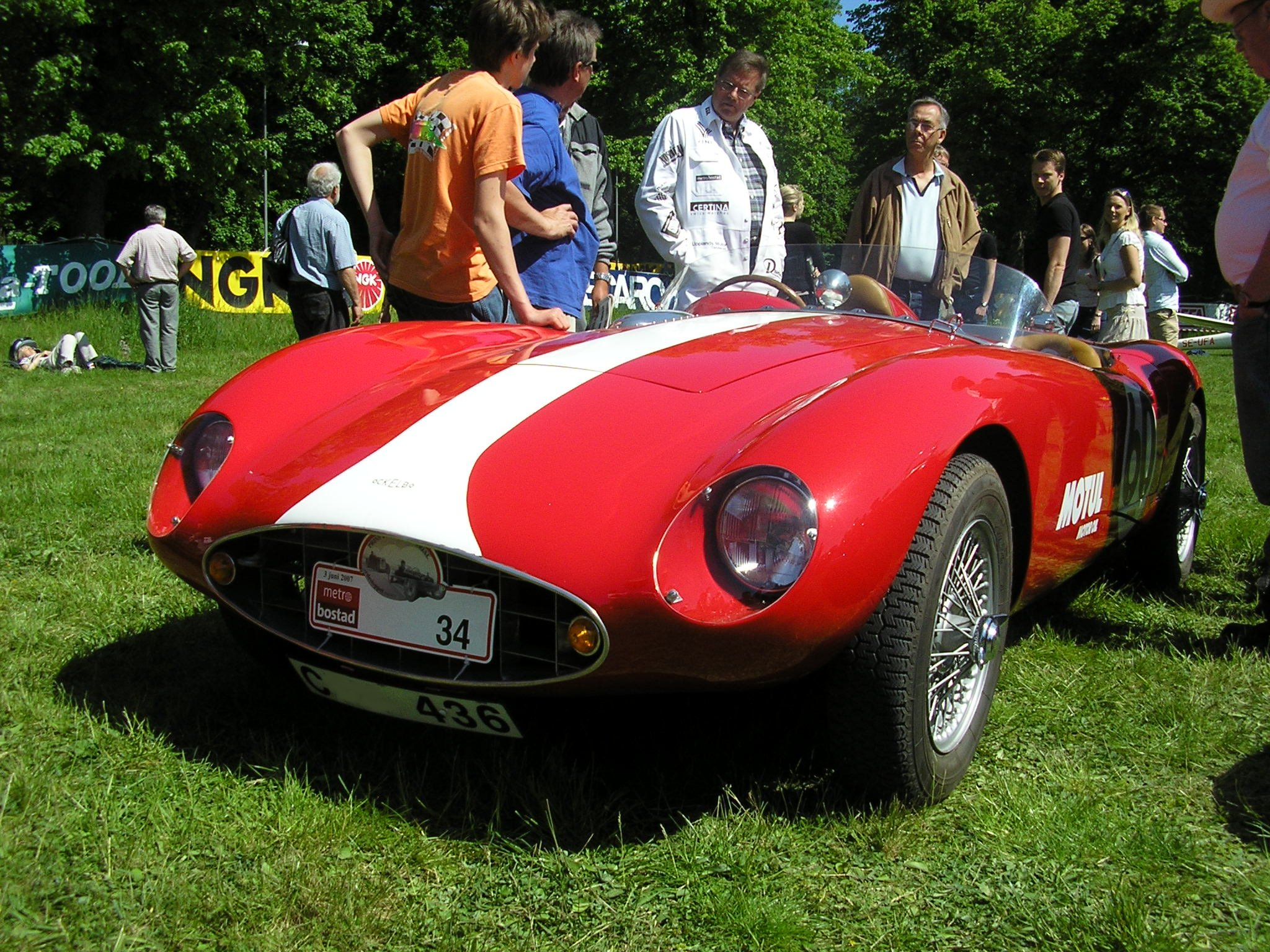
ボルボP1900をベースにしたキットカー

- en:Boes Motor & Mekanik
- en:Dala7
- en:Esther
- en:GOX Teknik
- en:Hult Healey
- en:Mania Spyder
- en:Mascot
- en:Ockelbo
- en:Pagano
- en:Racing Plast Burtrask
- en:Roadline

### オーストラリア
- en:Alpha Sports
- en:Bolwell
- en:Pellandini Cars
- en:PRB
- en:Purvis Eureka
- en:Elfin Sports Cars
- en:Bushrangie
- en:Birkin Australia

### ニュージーランド

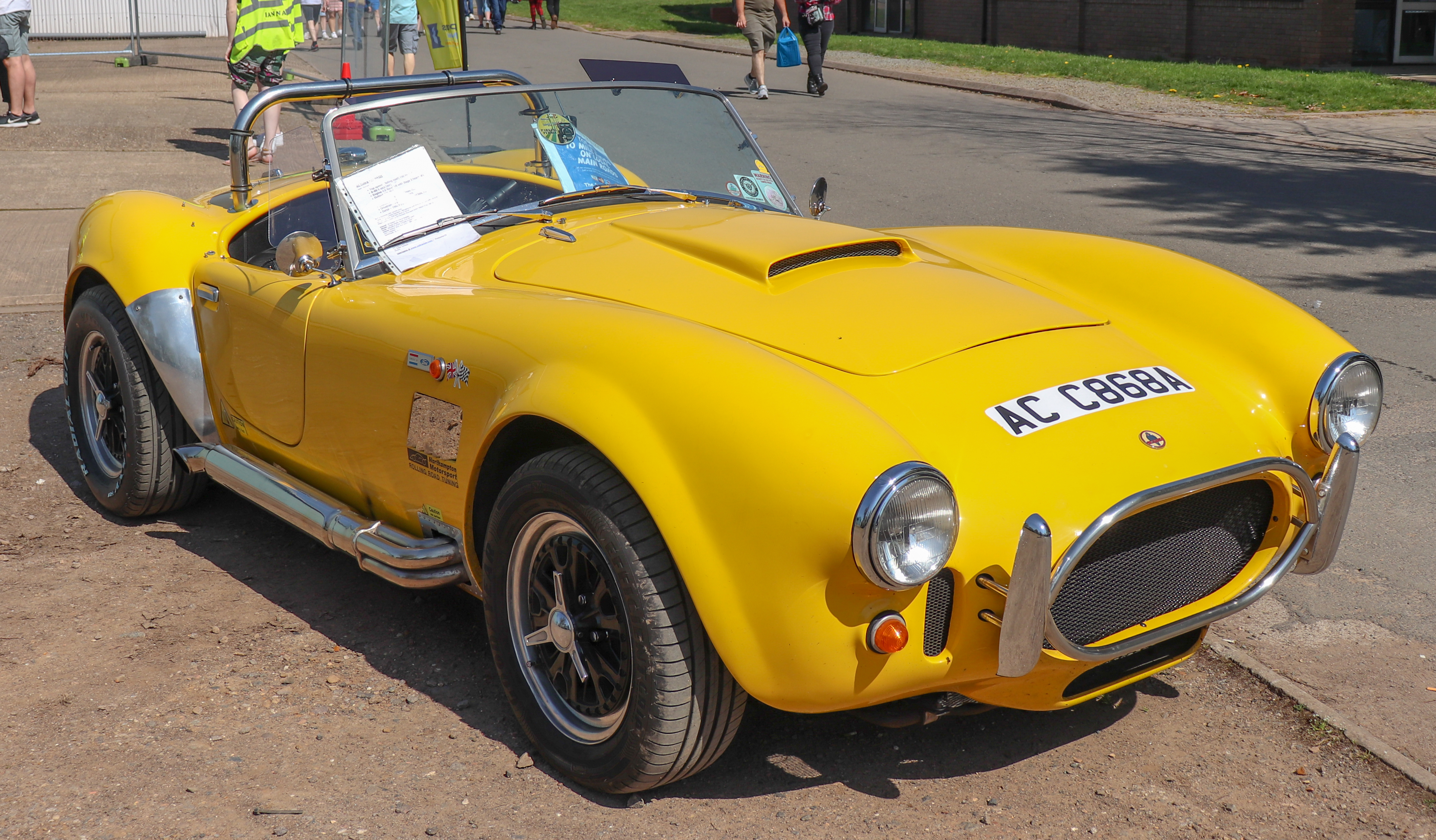
ACコブラのレプリカ

- en:Almac
- en:Chevron Engineering Ltd
- en:De Joux
- en:Fraser Cars Ltd

### エストニア
- en:ESTfield
- en:Rexer

### ドイツ
- en:Apal
- en:Michalak Design

### カナダ
- en:Spex Design Corporation

### メキシコ
- en:Unidiseno Mastretta

### 日本
- 夢久 K11日産マーチベースのプリンセスキットを販売している。
- 光岡自動車 2006年まで販売していた。現在は販売していない。

### 南アフリカ
Birkin Performance Cars   現在は、SS3、SS3XS、CS3、CS3XS のモデルがある。